# Madagascar Airlines
Madagascar Airlines, operante come Air Madagascar fino al 2023, è una compagnia aerea con sede ad Antananarivo, Madagascar. È la compagnia aerea di bandiera del Madagascar che opera servizi per l'Europa, l'Asia e le vicine destinazioni delle isole dell'Africa e dell'Oceano Indiano dalla sua base principale, l'aeroporto di Antananarivo-Ivato ad Antananarivo. Gestisce anche una vasta rete di rotte domestiche.
La compagnia è stata costituita nel 1947 per alimentare i voli di Transports Aériens Intercontinentaux e Air France e, dopo l'indipendenza del Madagascar, è diventata la compagnia aerea nazionale. Inizialmente operava solo voli nazionali, ma ha visto un'espansione alla fine degli anni '60 e '70, quando ha iniziato i voli internazionali verso destinazioni come Francia e Sudafrica.
Negli anni 2010, la compagnia aerea è stata oggetto di misure di privatizzazione fallite. Queste sono ora in sospeso e la compagnia aerea in perdita è di proprietà in maggioranza del governo malgascio.
Nell'aprile 2023, Air Madagascar si è fusa con la sua controllata regionale Tsaradia per rilanciarsi, cambiando nome in Madagascar Airlines.

## Storia

### I primi anni
Air Madagascar venne costituita nel marzo 1947 da Transports Aériens Intercontinentaux (TAI) per alimentare i voli di TAI e Air France. La compagnia aerea iniziò le operazioni con due Douglas DC-3 e sei de Havilland D.H.89 Dragon Rapides. Nel 1957, TAI e Messageries Maritimes acquisirono quote della compagnia aerea e nel 1958 un terzo DC-3 fu aggiunto alla flotta. Nel 1961, il governo malgascio, Air France e TAI riorganizzarono la compagnia. Nell'aprile 1961, venne ribattezzata Madair e divenne la compagnia di bandiera della nuova repubblica indipendente. Il 23 agosto 1961, lo status di Société Nationale Malgache des Transports Aériens venne approvato con un decreto. Il 20 ottobre 1961, fu inaugurato il servizio Antananarivo-Parigi, via Gibuti, con un Douglas DC-7 affittato dalla TAI. La Société Nationale Malgache des Transports Aériens, MADAIR, venne formalmente istituita il 13 novembre 1961, con un capitale circolante di 400 milioni di franchi CFA, 447 dipendenti e una flotta composta da due Douglas DC-4, sette DC-3 e quattro Dragon Rapides. Il governo deteneva il 20%, Air France il 44% e TAI il 36%, e il governo aveva la possibilità di aumentare la propria partecipazione a circa il 65%.

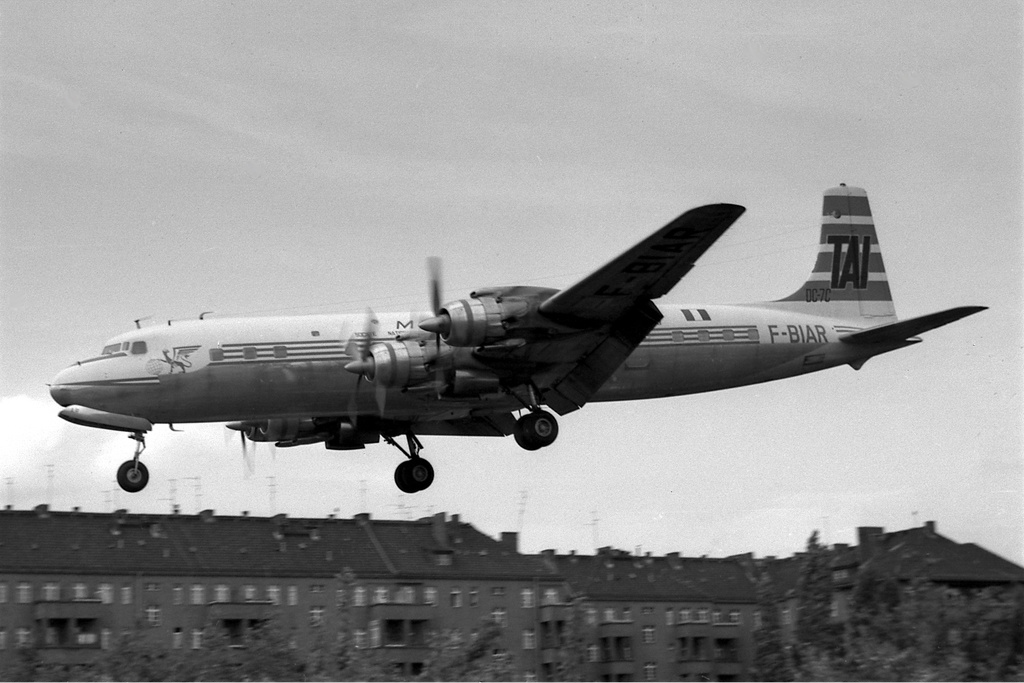
Un Douglas DC-7 noleggiato da TAI a Berlino Ovest nel 1962.

Il 1º gennaio 1962 Madair iniziò i servizi in circa 58 punti in Madagascar e il 14 ottobre il nome della compagnia aerea fu cambiato in Air Madagascar, a causa di un'immagine negativa del nome Madair. Nel 1962, Air Madagascar trasportò 103.000 passeggeri, 7.500 tonnellate di merci e 375 tonnellate di posta e volò per una distanza di 2.400.000 chilometri (1.500.000 mi). Il 31 dicembre 1962, la compagnia fu ribattezzata Société Nationale Malgache des Transports Aériens - Air Madagascar. Un DC-3 della compagnia aerea si schiantò a Farafangana il 15 luglio 1963, uccidendo cinque persone. I voli per le Isole Comore con i DC-4 iniziarono nel 1963. Il 14 maggio 1963, il governo malgascio aumentò il proprio capitale sociale a 460 milioni di franchi CFA e la sua partecipazione dal 20 al 30,44%.

### L'era dei jet

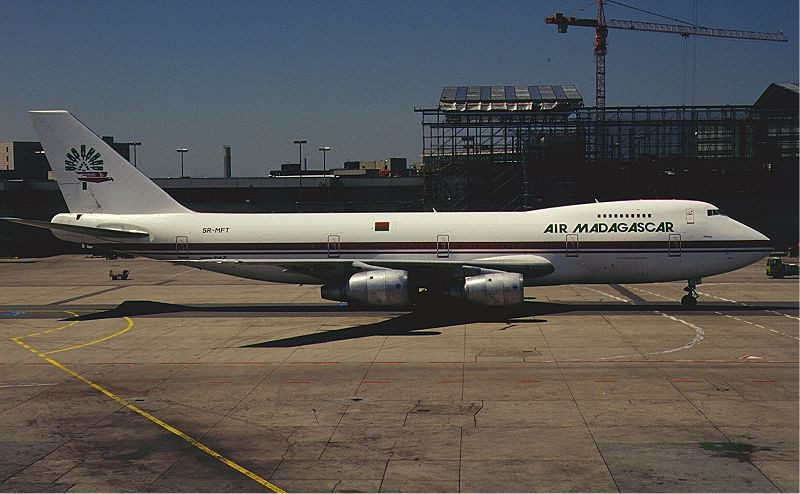
Un Boeing 747-200 a Francoforte nel 1996.

Nell'ottobre 1963, la compagnia firmò un accordo con Air France, che vedeva Air Madagascar iniziare un servizio per Parigi, via Gibuti, nel luglio 1964 con un Boeing 707, dipinto con la livrea di Air Madagascar, e operato da equipaggi di Air France. Nel 1965, il Dragon Rapide cominciarono a essere sostituito da velivoli leggeri, principalmente Piper, e nel 1966 fu ordinato un Nord 262. Il 19 luglio 1967, un DC-4 di Air Madagascar, su un volo di linea da Antananarivo a Tamatave e Diego Suarez, si schiantò dopo il decollo dall'aeroporto internazionale di Ivato, uccidendo 42 persone, tra cui Albert Sylla, il ministro degli Esteri malgascio. La compagnia aerea iniziò i voli di linea per Roma nel 1968 e acquistò il suo primo Boeing 737-200 nel settembre 1969. L'aereo veniva manutenuto dalla South African Airways e, il 15 ottobre, Air Madagascar iniziò i voli verso Johannesburg e a dicembre verso Dar es Salaam e Nairobi via Majunga.
Nel 1971 furono acquisiti quattro Twin Otter di de Havilland Canada, consentendo alla compagnia aerea di ritirare alcuni DC-3 che furono trasferiti all'esercito malgascio. Nel 1972, la compagnia aerea operava 737 sui voli nazionali per Tamatave, Nosy Be, Diego Suarez e Sambava, consentendo il ritiro di due DC-4. Un secondo 737 fu consegnato nel dicembre 1972, vedendo l'espansione delle rotte e delle frequenze sulla rete della compagnia aerea. Nell'aprile 1974, il servizio con i 737 fu esteso a Mananjary, Tuléar e Fort Dauphin. Alla fine degli anni '70, i servizi per Johannesburg furono sospesi a causa dell'apartheid in Sud Africa. Nel 1979, la compagnia aerea acquistò il suo primo aeromobile a fusoliera larga quando fu consegnato un Boeing 747-200B Combi, con la manutenzione gestita da Air France. All'inizio del 1986 la compagnia aerea si unì alla International Air Transport Association e nello stesso anno ordinò l'ATR 42 per sostituire gli HS 748, che erano stati consegnati alla compagnia aerea nel gennaio 1980. I servizi per Johannesburg ripresero nel 1990. Nel 1994, la compagnia aerea prese in leasing un Boeing 737-300 da ILFC, consegnato il 12 settembre ed introdotto sulle rotte da Antananarivo a Johannesburg, Comore, Mauritius, Nairobi, Riunione e Seychelles. Air Madagascar perse il monopolio sui voli interni nel 1995, quando il governo liberalizzò il mercato, anche se emersero pochi concorrenti. I voli per Monaco e Roma iniziarono nel 1996.
Nel settembre 1997, la compagnia aerea ordinò altri tre ATR 42 con consegne previste a ottobre. I servizi per Singapore vennero lanciati nell'ottobre 1998 e poi sospesi nel 2002.

### Tentativi di privatizzazione

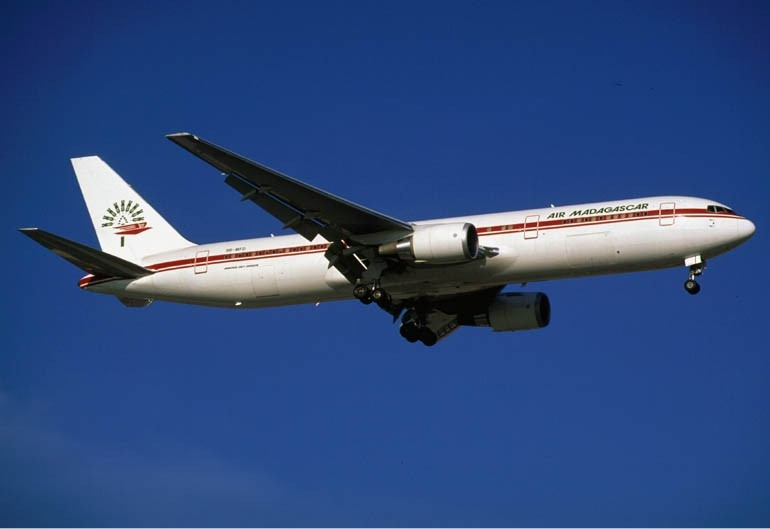
Un Boeing 767-300ER.

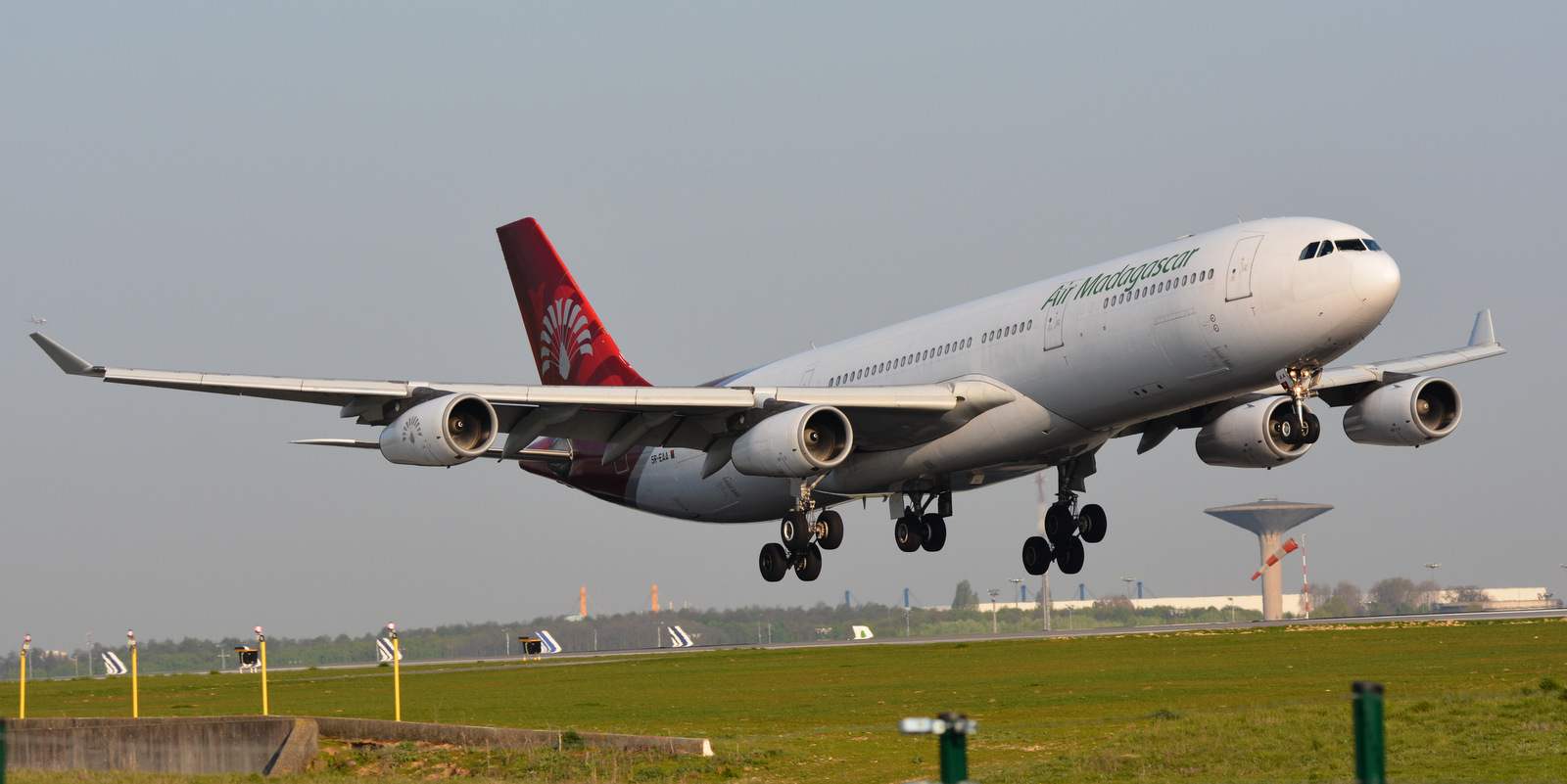
Uno dei due Airbus A340-300 della compagnia.

Nell'ambito dei piani di riorganizzazione per prepararla alla privatizzazione, nel gennaio 1998 la compagnia aerea annunciò che avrebbe sostituito il Boeing 747-200 Combi con un Boeing 767-300ER. La compagnia aerea acquisì un nuovo 767-300ER dalla Boeing con data di consegna nell'aprile 1999 e prese in leasing un altro esemplare da GE Capital Aviation Services nel marzo 1998. I piani governativi per la privatizzazione della compagnia aerea nel 1999 a un consorzio che includeva Air France furono sospesi quando la Banca Centrale del Madagascar non pagò i debiti a Exim Bank per il Boeing 747.
Nel 2002, Lufthansa Consulting si aggiudicò un contratto di gestione con Air Madagascar, al fine di migliorare l'efficienza della compagnia e renderla un'impresa attraente per la privatizzazione. I creditori, nel novembre 2002, accettarono di condonare metà dei debiti della compagnia e riprogrammarono il resto per i tre anni successivi. A causa della crisi politica, la prima metà del 2001 vide un calo del 66% del traffico passeggeri e del 71% del trasporto merci, che danneggiò i ricavi della compagnia aerea. La compagnia aerea riprese i voli per Parigi da Antananarivo il 27 aprile 2003, subentrando a Blue Panorama Airlines che aveva operato per suo conto dall'inizio della crisi.
Il primo ATR 72 è stato consegnato alla compagnia aerea il 14 novembre 2005; il secondo è stato consegnato alla compagnia aerea al Dubai Air Show poche settimane dopo.
Il 17 giugno 2009, la compagnia aerea ha introdotto voli senza scalo tra Nosy Be e Parigi.
Nel 2011 Air Madagascar è stata inserita nell'elenco dei vettori aerei vietati nell'Unione Europea per problemi di sicurezza con la vecchia flotta di Boeing 767-300, spingendo così la compagnia aerea a noleggiare un Boeing 777-200 dalla EuroAtlantic Airways per continuare i voli verso la Francia.
Nel 2012 è stato raggiunto un accordo con Air France per il noleggio a lungo termine (ACMI o Aircraft Crew Maintenance and Insurance) di 2 Airbus A340-300 in eccedenza. Il primo aereo (F-GLZL) è stato consegnato nell'aprile 2012 ed era originariamente pilotato da equipaggi di Air France (poi di Air Atlanta Icelandic), e il secondo aereo (F-GLZT) è arrivato nel luglio 2012. Nonostante avessero rispettivamente 14 e 12 anni e una scarsa efficienza quanto al consumo di carburante, questi aeromobili hanno consentito ad Air Madagascar di riprendere i voli verso l'Europa con i propri colori e con un servizio migliore.

### Madagascar Airlines
Nell'ottobre 2021, Air Madagascar, in amministrazione controllata dopo la crisi causata dalla pandemia di covid-19, ha annunciato la futura fusione con la sua controllata Tsaradia per rilanciarsi col nuovo nome di Madagascar Airlines, oltre ad una livrea rivisitata. La compagnia rinnovata ha iniziato le operazioni nell'aprile 2023, ma nell'ottobre dello stesso anno ha sospeso i voli internazionali per concentrarsi sulle operazioni domestiche.

## Identità aziendale

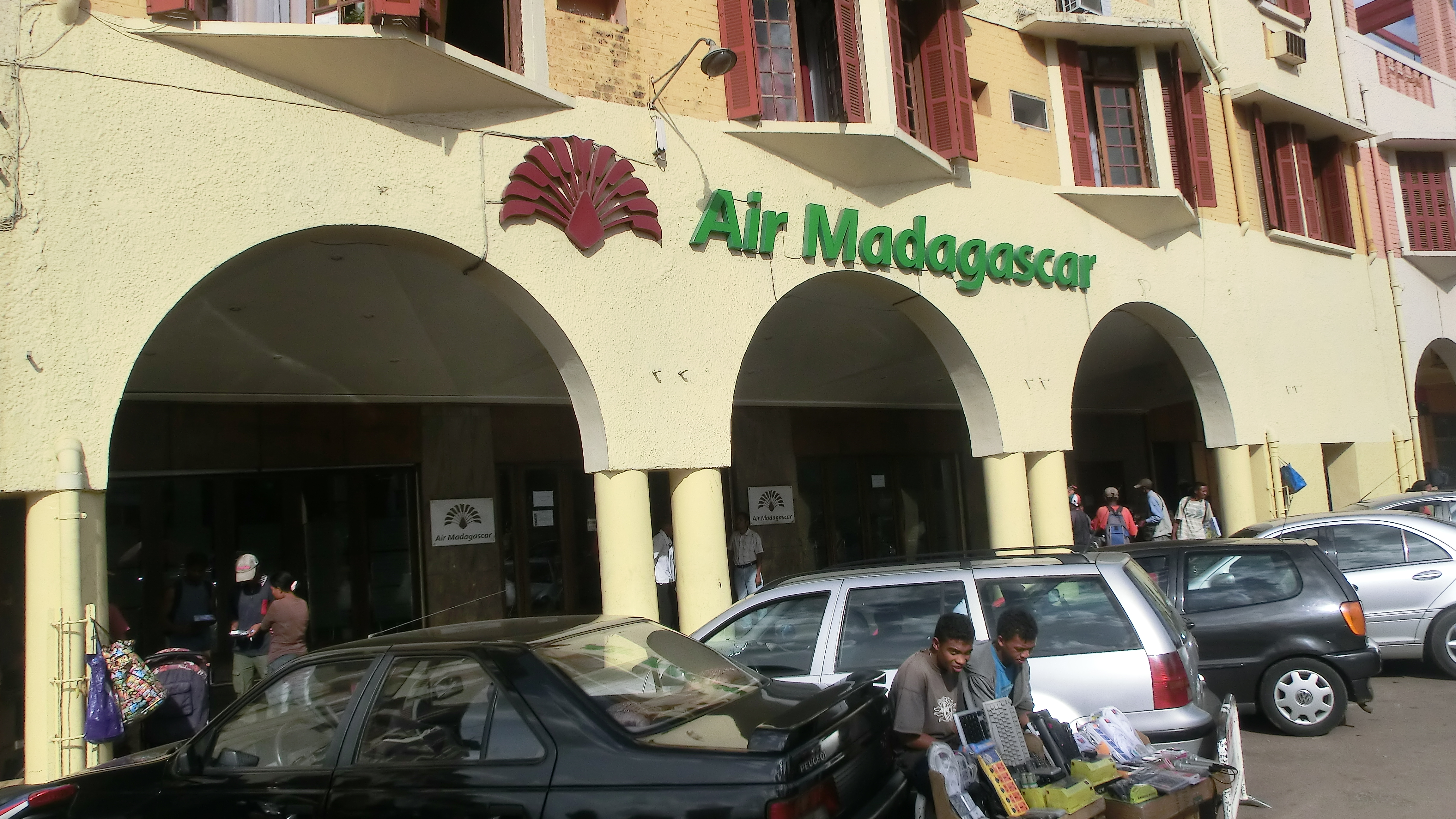
Il quartier generale della compagnia ad Antananarivo.

### Proprietà
Al 2019, la compagnia aerea è controllata a maggioranza dallo stato malgascio (89,56%), con altri azionisti come ARO (una compagnia di assicurazioni) (5,53%), SONAPAR (o Société Nationale de Participations, la società di partecipazione nazionale del governo) (2,53%), Air France (1,65%), NY Havana (0,32%) e staff (0,39%).

### Trend
Nel 2018 e negli anni precedenti, Air Madagascar ha subito pesanti perdite, richiedendo il sostegno del governo per continuare a volare.

## Destinazioni
Al 2022, Air Madagascar offre voli internazionali verso Asia, Africa ed Europa, oltre a voli interni verso varie destinazioni in Madagascar.

### Accordi di codeshare
Al 2022, Air Madagascar ha accordi di codeshare con le seguenti compagnie aeree:
- Air Austral
- Air Mauritius
- Air Seychelles
- Etihad Airways
- Thai Airways

## Flotta
Durante la metà degli anni 2000, Air Madagascar stava cercando di rinnovare la propria flotta. I due vecchi Boeing 737-200 (consegnati nuovi alla compagnia aerea nel 1970), che avevano un'età media di 36,7 anni, furono demoliti nel 2006 e sostituiti dai più moderni Boeing 737-300. La compagnia aerea ha quindi sostituito i suoi quattro Boeing 767-300ER e un Boeing 767-200ER con un Boeing 777-200ER. Il 777, tuttavia, è stato sostituito con due Airbus A340-300 in wet lease da Air France da marzo 2012.

### Flotta attuale

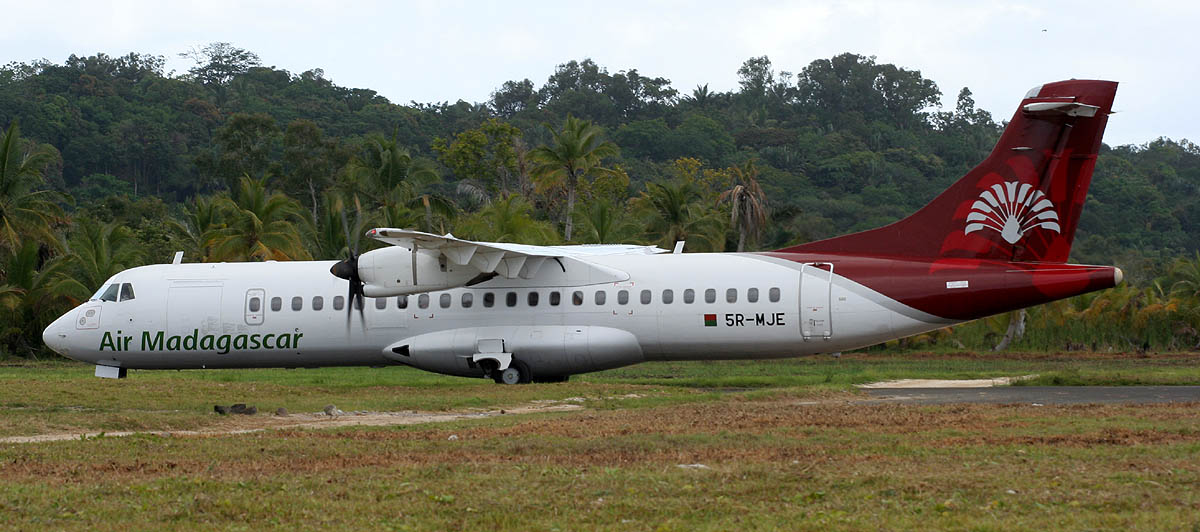
Un ATR 72-500.

Ad agosto 2024 la flotta di Madagascar Airlines è così composta:

### Flotta storica

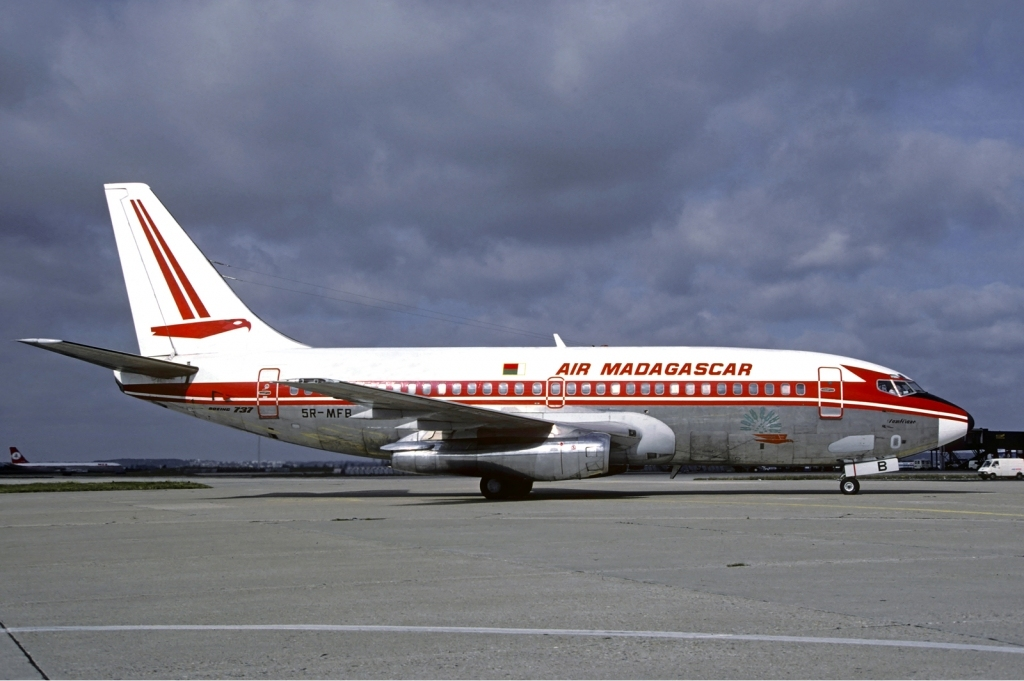
Uno dei due ex Boeing 737-200.

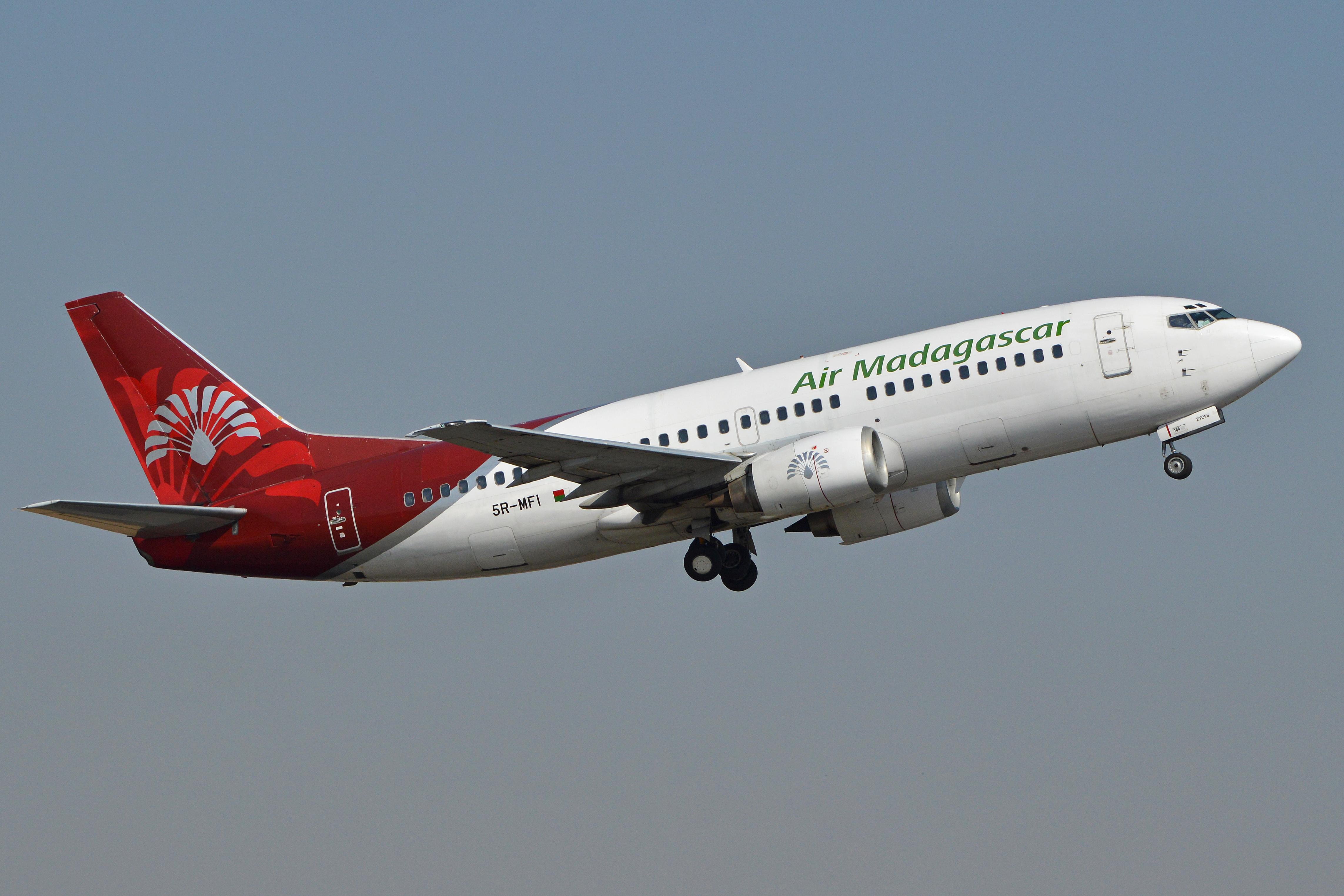
Un Boeing 737-300.

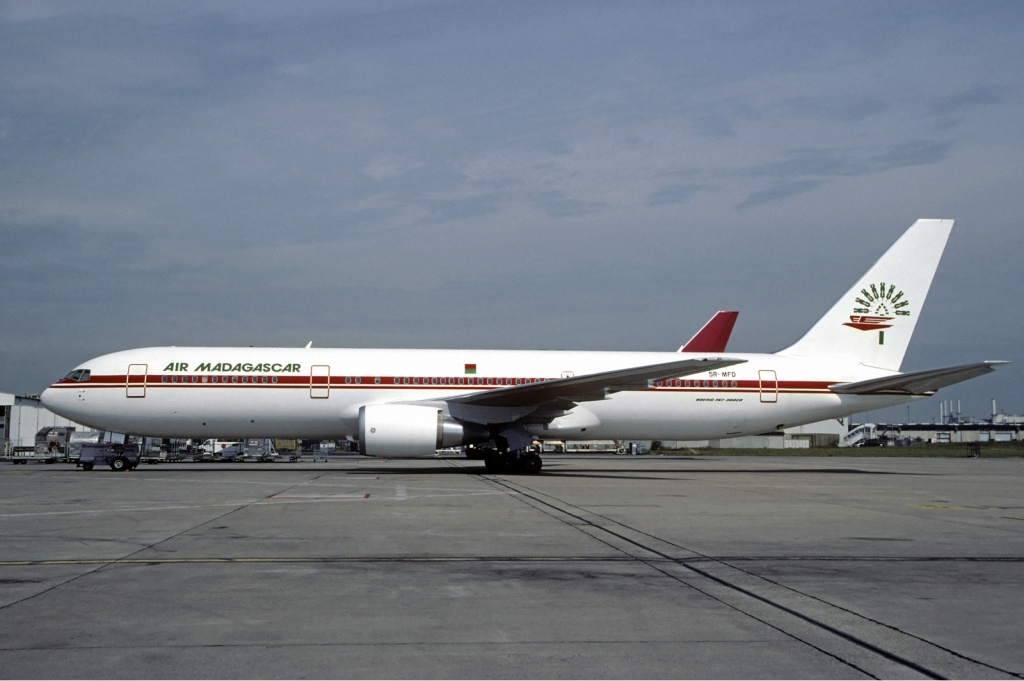
Uno dei cinque ex Boeing 767-300ER.

Air Madagascar operava in precedenza con i seguenti aeromobili:

## Incidenti
- Il 15 luglio 1963, un Douglas DC-3, marche 5R-MAJ, si schiantò mentre decollava da Farafangana. Dei 12 a bordo, morirono in 6.[27]
- Il 19 luglio 1967, un Douglas DC-4, marche 5R-MAD, toccò il suolo 720 m oltre la pista ma riuscì a tornare in volo. Tuttavia, dopo aver superato un dislivello di 10-15 m 500 metri oltre il punto del primo impatto, precipitò definitivamente. L'aereo era in viaggio verso Diégo Suarez (ora Antsiranana). Una delle vittime era il ministro degli Esteri malgascio Albert Sylla. Dei 77 a bordo, morirono in 42.[28]
- Il 24 luglio 1981, il volo Air Madagascar 112, un Twin Otter, precipitò mentre era in rotta verso Antsiranana, causando la morte di tutti i 19 a bordo.[29]